# 제퍼슨 성경
《나사렛 예수의 삶과 도덕률》(The Life and Morals of Jesus of Nazareth)은 흔히 《제퍼슨 성경》(Jefferson Bible)으로 알려져 있으며, 토머스 제퍼슨이 집필한 두 편의 종교 저작 중 하나이다. 제퍼슨은 이 원고들을 직접 편찬했지만 출판하지는 않았다.
첫 번째 저작인 《나사렛 예수의 철학》(The Philosophy of Jesus of Nazareth)은 1804년에 완성되었으나, 현재는 남아있는 사본이 없다. 두 번째 저작인 《나사렛 예수의 삶과 도덕률》은 1820년에 신약성경의 여러 부분을 면도칼과 풀을 사용하여 오려 붙이는 방식으로 예수의 가르침만을 발췌하여 완성되었다. 제퍼슨이 편집한 이 축약본은 예수의 모든 기적과 부활을 포함한 네 복음서에 있는 초자연적인 언급 대부분과 예수를 신적인 존재로 묘사하는 구절들을 제외하였다.

## 초안
1803년 조지프 프리스틀리에게 보낸 서신에서, 제퍼슨은 1798년에서 1799년 사이 벤저민 러시와 대화하던 중 자신의 시각으로 "기독교 체계"에 대한 글을 쓸 아이디어를 구상하기 시작했다고 밝혔다. 그는 고대 철학자들의 도덕률을 검토하는 것으로 시작해서 "유대인의 이신론과 윤리"를 다루고, 예수에 의해 가르쳐진 "순수한 이신론의 원칙"으로 마무리하되, "그의 신성에 대한 문제는 생략"할 것을 제안한다. 제퍼슨은 자신에게는 시간이 없다고 얘기하며, 이 작업을 수행할 적임자가 프리스틀리라며 집필작업을 시작할 것을 부탁했다.
1804년 제퍼슨은 《나사렛 예수의 삶과 도덕률》의 전신인 《나사렛 예수의 철학》을 통해 보다 제한적인 목표를 달성했다. 그는 1813년 10월 12일 존 애덤스에게 보낸 서신에서 이를 다음과 같이 설명했다.
예수가 가르친 순수한 원칙들을 추출하기 위해서는, 사제들이 부와 권력을 얻기 위한 도구로 왜곡시키며 덮어씌운 인위적인 껍데기들을 벗겨내야만 한다. 우리는 플라톤주의자들과 플로티노스주의자들, 스타게이라 학파(아리스토텔레스 학파)와 가말리엘 학파, 절충주의자들, 영지주의자들과 스콜라주의자들, 로고스와 데미우르고스, 아이온(Aeons)과 남녀 데몬들(Daemons), 그리고 그 외 길고 긴 기타 등등의 터무니없는 것들을 모두 배제해야 한다.
우리는 우리의 분량을 간결한 복음서로 줄이고, 그 안에서도 예수의 말씀만을 선별하여야 한다. 이는 복음서 저자들이 종종 예수의 말을 잊거나 이해하지 못해서, 또는 자신들의 오해를 그의 가르침인 양 내세우고, 스스로 이해하지 못한 것을 타인에게도 이해할 수 없게 표현함으로써 발생한 모호한 부분들을 잘라내는 작업이다. 그렇게 하고 나면 인류에게 제시된 가장 숭고하고 자애로운 도덕률만이 남을 것이다.
나는 이러한 작업을 나 자신을 위해 수행했는데, 인쇄된 책에서 구절별로 오려내어 명백히 그의 것이며 마치 쓰레기 더미 속 다이아몬드처럼 쉽게 구별할 수 있는 내용을 배열하였다. 그 결과는 순수하디 순수한 교리들로 이루어진 46페이지 분량의 8절판 책이다.

제퍼슨은 "예수 자신의 입에서 흘러나온 가르침은 어린아이도 이해할 수 있는 것"이라고 기록했다.  그는 이러한 가르침들이 "배움 없는 사도들, 사도 교부들, 그리고 1세기 기독교인들이 공언하고 실천했던 것"이라고 설명했다. 찰스 클레이 목사에게 보낸 서신에서 그는 자신의 작업 결과를 다음과 같이 묘사했다.
아마도 여러분은 제가 네 복음서에서 예수의 도덕적 가르침에 대한 모든 구절을 잘라내어 특정 순서로 배열했다고 말한 것을 들었을 것입니다. 비록 그것들이 단편적으로 보일지라도, 인류에게 제시된 도덕성이라는 가장 숭고한 건축물의 단편들이었습니다.

제퍼슨은 자신의 작업을 성경이라고 부른 적이 없으며, 1804년 판본의 전체 제목은 《나사렛 예수의 철학: 마태, 마가, 누가, 요한이 전한 그의 삶과 가르침에서 발췌함; 인디언들의 이해 수준을 넘어서는 사실이나 신앙의 문제들을 단순화한, 인디언들을 위한 신약성경 요약본》이었다.
제퍼슨은 단순히 예수의 도덕적 가르침을 모아놓은 초기 판본에 대해 자주 불만을 표했다. 《나사렛 예수의 삶과 도덕률》은 그런 그의 불만을 해소하려는 열망을 충족시킨 결과물로, 제퍼슨의 생각에 따라 예수의 삶에 대해 알려질 수 있는 모든 것을 모아, 그의 행적이 곧 그의 가르침의 구현이었다는 것을 나타내는 책이다.

## 책의 내용
제퍼슨은 면도칼과 풀을 사용하여, 1794년 출판된 플랑탱 폴리글롯(Plantin Polyglot) 성경의 라틴어/그리스어 이중 언어판, 프랑스 제네바 성경, 그리고 킹 제임스 성경에서 마태, 마가, 누가, 요한 복음서의 구절들을 선별하여 잘라 붙였다. 그는 이 구절들을 연대순으로 배열하여 하나의 통일된 서사를 만들었는데, 한 본문에서 발췌한 내용을 다른 본문에서 발췌한 내용과 함께 배치하는 방식이었다.
예를 들어, 이 책에서는 누가복음 2장과 3장으로 시작한 다음, 마가복음 1장과 마태복음 3장으로 이어진다. 그는 자신의 저서인 《이 서술에 사용된 복음서 본문 및 배열 순서표》(Table of the Texts from the Evangelists employed in this Narrative and of the order of their arrangement)에 어떤 구절들을 어느 번역본에서 선택했고 어떤 순서로 배열했는지 기록해 두었다.
제퍼슨의 자연주의적 관점과 의도에 따라, 그가 광범위하게 편집한 이 편집본에는 대부분의 초자연적인 사건들이 포함되지 않았다. 폴 K. 콘킨(Paul K. Conkin)은 "예수의 가르침에 대해 그는 그의 온화한 권고(산상수훈)와 가장 기억에 남는 비유에 집중했다. 그 결과는 합리적으로 일관성이 있지만, 어떤 곳에서는 이상하게 잘려나간 전기가 되었다. 기적을 배제하기 위해 제퍼슨은 심지어 구절 중간에서도 텍스트를 잘라냈다"고 설명한다. 역사가 에드윈 스콧 가우스타드는 "도덕적 교훈이 기적들 속에 담겨 있다면, 그 교훈은 제퍼슨 성경에 남아 있어야 했겠지만 기적들은 그렇지 못했다. 비록 가위나 면도칼로 상당히 조심스럽게 잘라내야 했음에도 불구하고, 제퍼슨은 예수를 주술사나 치유자가 아니라 위대한 도덕률의 선생으로서의 역할로 보존해 두었다"고 설명한다.
따라서 《나사렛 예수의 삶과 도덕률》은 천사(당시), 족보, 예언에 대한 언급 없이 예수의 탄생 이야기로 시작한다. 기적, 삼위일체 및 예수의 신성에 대한 언급, 그리고 예수의 부활 또한 그의 편집본에는 포함되지 않았다.
이 작품은 "이제 그가 십자가에 못 박히신 곳에 동산이 있는데, 그 동산 안에 아직 아무도 묻히지 아니한 새 무덤이 있더라. 거기에 예수를 모셨으니. 그리고 큰 돌을 무덤 문에 굴려놓고 떠나갔다"는 말로 끝난다. 이 구절은 성경 요한복음 19장의 마지막 부분에 해당한다.

## 목적
제퍼슨의 예수와 성경에 대한 관심이 어떻게 변화했는지에 대해 마크 홀로왁(Mark Holowchak)은 다음과 같이 설명한다. "그의 젊은 시절을 '문학 비평 단계'라고 부를 수 있고, 만년의 성숙한 시기를 '자연화된 종교 단계'라고 부를 수 있다. 문학 비평 단계에서 제퍼슨의 성경에 대한 관심은 비판적이다... 성경은 수많은 과장과 불합리성에도 불구하고 수백만 명에 의해 문자 그대로 받아들여지는 중요한 문학 작품이다. 따라서 비판적 기술을 연마하기에 대부분의 책보다 훨씬 낫다." 여기서 제퍼슨은 볼링브로크 경(Lord Bolingbroke)의 성경에 대한 접근 방식을 따라가는데, 제퍼슨은 젊은 시절 자신의 《문학 공책》(Literary Commonplace Book)에 볼링브로크의 종교적 견해를 정리해 두었다.
토머스 제퍼슨은 정치인이자 미래 대통령과 동명이인이었던 제임스 매디슨 주교에게 보낸 서신(1800년 1월 31일)에서 철학자로서의 예수에게 깊은 관심을 표명했다. 그는 독일의 철학자이자 일루미나티의 창시자인 아담 바이스하우프트의 신념에 대해 다음과 같이 기술했다.
바이스하우프트는... (훌륭한 프라이스와 프리스틀리 또한 그러했듯) 인간의 무한한 완전성을 믿는 사람들 중 하나이다. 그는 인간이 시간이 지나면서 너무나 완벽해져서 어떤 상황에서도 남에게 해를 끼치지 않고, 자신이 할 수 있는 모든 선을 행하며, 정부가 자신에게 권한을 행사할 기회를 남기지 않고, 따라서 정치적 정부를 무용지물로 만들 수 있다고 생각한다... 바이스하우프트는 인간성의 이러한 완전화를 촉진하는 것이 예수 그리스도의 목표였다고 믿는다. 그의 의도는 단순히 자연 종교를 복구하고, 그의 도덕성의 빛을 확산시켜 우리 스스로를 다스리는 법을 가르치는 것이었다. 그의 가르침은 신에 대한 사랑과 이웃에 대한 사랑이다. 그리고 행동의 순수함을 가르침으로써, 그는 인간을 그들의 자연적인 자유와 평등 상태에 두기를 기대했다. 그는 우리의 위대한 스승 나사렛 예수보다 자유를 위한 더 확실한 토대를 놓은 사람은 아무도 없었다고 말한다.

이러한 언급은 제퍼슨이 예수를 기적을 행하는 신적인 존재가 아닌, 인간의 도덕적 완성을 추구하는 위대한 철학자이자 도덕 교사로 이해했음을 보여준다.
대통령 재임 중인 1801년 3월 23일, 토머스 제퍼슨은 모세스 로빈슨(Moses Robinson)에게 보낸 서신에서 이러한 견해를 다시금 피력했다. 그는 이 서신에서 다음과 같이 기술했다. "기독교는 그들이 기독교를 감싸고 있던 누더기들을 벗겨내고, 자비로운 창시자의 본래 순수함과 단순함으로 되돌아갈 때, 자유, 과학, 그리고 인간 정신의 가장 자유로운 확장에 가장 친화적인 종교가 된다." 이 서신들은 예수의 삶과 말씀이 공화주의 정부의 진정한 지침이 된다는 제퍼슨의 깊은 인식을 보여준다.
일부 역사가들은 제퍼슨이 기독교를 자신이 이해하는 방식으로 믿으며 자신의 만족을 위해 이 책을 저술했다고 해석한다. 에드윈 스콧 가우스타드(Edwin Scott Gaustad)는 "은퇴한 대통령은 잠자는 세상을 충격에 빠뜨리거나 불쾌하게 하려고 이 작은 책을 만들지 않았다. 그는 자신을 위해, 자신의 헌신을 위해, 자신의 확신을 위해, 밤에는 더 편안한 잠을 자고 아침에는 더 자신감 있게 맞이하기 위해 그것을 저술했다"고 했다.
1804년 판의 명시된 목적이 "인디언들의 사용을 위한 것"이었음에도 불구하고, 이 책이나 그 후속작이 그러한 목적으로 사용되었다는 기록은 없다. 비록 정부가 오랫동안 인디언들 사이의 기독교 활동을 지원했고, 제퍼슨이 《버지니아 주에 대한 소고》(Notes on the State of Virginia)에서 적어도 인류학적 관심에서 "인디언 부족들 사이의 영구적인 선교"를 지지했으며, 대통령으로서 카스카스키아족(Kaskaskia Indians)을 위한 사제와 교회에 대한 재정 지원을 승인했지만, 제퍼슨은 이러한 작업들을 대중에게 공개하지 않았다. 대신 그는 《나사렛 예수의 삶과 도덕률》의 존재를 소수의 친구들에게만 알렸으며, 이 프로젝트가 지극히 개인적이고 사적인 것이었기에 밤에 잠자리에 들기 전에 읽었다고 말했다.
에인스워스 랜드 스포포드(Ainsworth Rand Spofford) 전 미국 의회도서관장(1864~1894)은 다음과 같이 말했다. "그의 원래 생각은 구세주의 삶과 가르침을 유사한 발췌문으로 인디언들을 위해 준비하는 것이었는데, 이러한 단순한 형태가 그들에게 가장 적합할 것이라고 생각했다. 그러나 이를 포기하고, 그의 계획의 공식적인 실행은 위에서 설명한 형태로 이루어졌으며, 이는 그 개인의 사용을 위한 것이었다. 그는 네 가지 언어로 된 텍스트를 나란히 놓고 비교하기 편리하도록 사용했다. 책에는 그가 곁에 놓고 신약성경을 연구했던 고대 세계의 지도와 성지(holy land)의 지도를 붙였다."
일부에서는 1804년 판 제목에 있는 "인디언들"이라는 언급이 제퍼슨의 연방주의에 대한 반대파를 암시하는 것일 수 있다고 추측한다. 제퍼슨이 두 번째 취임 연설에서 적어도 한 번 이상 그들에게 이러한 간접적인 언급을 사용한 적이 있고, 이 작품이 공개될 경우를 대비한 단어 사용일 수 있다는 것이다.
또한 1804년 판과 관련하여 제퍼슨은 다음과 같이 썼다. "나는 이보다 더 아름답거나 귀한 윤리적 조각을 본 적이 없다. 이것은 내가 진정한 기독교인, 즉 예수의 가르침을 따르는 제자라는 증거가 되는 문서이다."
제퍼슨이 자신을 기독교인이라고 주장한 것은 그의 성경에 대한 비정통적인 견해  때문에 그를 비난하는 사람들에게 대한 응답이었다. 그의 다소 특이한 견해를 인정하면서, 제퍼슨은 에즈라 스타일스 엘리(Ezra Stiles Ely)에게 보낸 서신(1819년)에서 "당신은 칼뱅주의자라고 말한다. 나는 아니다. 내가 아는 한, 나는 나만의 종파에 속해 있다"고 언급했다.

## 출판 역사
《나사렛 예수의 삶과 도덕률》을 완성한 1820년경, 토머스 제퍼슨은 이를 여러 친구들과 공유했지만, 생전에는 출판을 허락하지 않았다.
제퍼슨이 제작한 가장 완전한 형태의 원고는 그의 손자 토머스 제퍼슨 랜돌프(Thomas Jefferson Randolph)에게 상속되었고, 1895년 워싱턴에 있는 스미스소니언 박물관(현 국립 미국사 박물관)이 이를 취득했다. 이 책은 이후 1904년 미국 의회의 법률에 따라 석판 인쇄본으로 출판되었다. 1904년부터 1950년대까지 격년으로 새로운 의회 의원들에게 《제퍼슨 성경》 사본이 배부되었다. 이러한 관행이 처음 중단될 때까지 사본은 미국 정부 인쇄국(Government Printing Office)에서 제공되었다. 1997년에는 사설 단체인 리버테리언 프레스(Libertarian Press)가 이 관행을 다시 되살렸다.
2013년 1월, 미국 인본주의 협회(American Humanist Association)는 《제퍼슨 성경》의 개정판을 출판하여 모든 의회 의원과 당시 대통령 버락 오바마에게 무료 사본을 배포했다. 《21세기를 위한 제퍼슨 성경》(A Jefferson Bible For the Twenty-First Century)은 제퍼슨이 의도적으로 생략한 구절들의 샘플뿐만 아니라 히브리어 성경, 쿠란, 바가바드 기타, 불교 수트라, 그리고 몰몬경에서 "가장 좋은" 구절과 "가장 나쁜" 구절의 예시를 추가했다.
스미스소니언 박물관은 2011년 11월 1일 《제퍼슨 성경》의 첫 번째 풀컬러 영인본을 출판했다. 국립 미국사 박물관의 《제퍼슨 성경》 전시회와 함께 공개된 이 영인본에는 스미스소니언 정치사 큐레이터인 해리 R. 루벤스타인(Harry R. Rubenstein)과 바바라 클라크 스미스(Barbara Clark Smith), 그리고 스미스소니언 선임 종이 보존 전문가 재니스 스태그니토 엘리스(Janice Stagnitto Ellis)의 서문이 포함되어 있다. 이 책의 페이지들은 핫셀블라드 H4D50-50 메가픽셀 DSLR 카메라와 자이스 120 매크로 렌즈를 사용하여 디지털화되었으며, 스미스소니언 사진작가 휴 탈만(Hugh Talman)이 촬영했다.
《제퍼슨 성경》 전체는 스미스소니언 국립 미국사 박물관 웹사이트에서 페이지별로 볼 수 있다. 고해상도 디지털화를 통해 대중은 각 페이지의 미세한 세부 사항과 불규칙성을 확인할 수 있다.
이 텍스트는 퍼블릭 도메인에 속하므로 인터넷에서 자유롭게 이용할 수 있다.
1. ↑  Tay, Endrina. “The Philosophy of Jesus of Nazareth”. 《Monticello.org》. 2017년 7월 20일에 확인함.
2. ↑  R.P. Nettelhorst. “Notes on the Founding Fathers and the Separation of Church and State”. Quartz Hill School of Theology. 2017년 10월 16일에 원본 문서에서 보존된 문서. 2017년 10월 16일에 확인함. Thomas Jefferson created his own version of the gospels; he was uncomfortable with any reference to miracles, so with two copies of the New Testament, he cut and pasted them together, excising all references to miracles, from turning water to wine, to the resurrection.
3. ↑  Jefferson, Thomas, The Writings of Thomas Jefferson, ed. Lipscomb, 10:376–377.
4. ↑  Thomas Jefferson's Abridgement of the Words of Jesus of Nazareth (Charlottesville: Mark Beliles, 1993), 14.
5. ↑  Jefferson, Thomas, The Writings of Thomas Jefferson, ed. Lipscomb, 10:232–233.
6. 1 2  Excerpts from the Correspondence of Thomas Jefferson 보관됨 12월 14, 2010 - 웨이백 머신 Retrieved March 30, 2007
7. ↑  Unitarian Universalist Historical Society 보관됨 5월 15, 2007 - 웨이백 머신 profile of Jefferson. Retrieved March 30, 2007
8. ↑  Jefferson, Thomas (1830). 《Memori, Correspondence, and Miscellanies vol. 4》. Boston: Gray and Bowen. 242쪽.
9. ↑  Paul K. Conkin, quoted in Jeffersonian Legacies, edited by Peter S. Onuf, p. 40
10. ↑  Edwin Scott Gaustad, Sworn on the Altar of God: A Religious Biography of Thomas Jefferson,  p. 129
11. ↑  Reece, Erik (December  1, 2005). “Jesus Without The Miracles – Thomas Jefferson's Bible and the Gospel of Thomas”. 《Harper's Magazine, v. 311, n. 1867》. February 18, 2006에 원본 문서에서 보존된 문서.
12. ↑  Holowchak, Mark Alexander (2018). 《Thomas Jefferson's Bible: With Introduction and Critical Commentary》. Berlin: DeGruyter. 9쪽. ISBN 978-3110617566.
13. ↑  Jefferson, Thomas. “From Thomas Jefferson to Moses Robinson, 23 March 1801”. 《National Archive》. 2022년 3월 28일에 확인함.
14. ↑  Sworn on the Altar of God: A Religious Biography of Thomas Jefferson, p. 131
15. ↑  American Indians and Christianity 보관됨 5월 27, 2013 - 웨이백 머신 Oklahoma Historical Society
16. ↑  Library of Congress exhibit, American Indians of the Pacific Northwest
17. ↑  Jefferson's Notes on Virginia 보관됨 2월 21, 2011 - 웨이백 머신, University of Virginia Library, p. 210
18. ↑  “Treaty With the Kaskasia, 1803”. 2012년 6월 23일에 원본 문서에서 보존된 문서. 2012년 10월 5일에 확인함.
19. ↑  Smithsonian magazine, Secretary Clough on Jefferson's Bible, October 2011
20. 1 2  Cyrus Adler, Introduction to the Jefferson Bible 보관됨 11월 23, 2010 - 웨이백 머신
21. ↑  Church, Forrest (1989년 11월 12일), 《The Jefferson Bible: The Life and Morals of Jesus of Nazareth》, 20쪽  – Archive 경유, his reference to "the Indians"... Jefferson was wryly alluding to his Federalist opponents.
22. ↑  Letter from Thomas Jefferson to Ezra Stiles Ely, June 25, 1819 보관됨 11월 26, 2020 - 웨이백 머신, Encyclopedia Virginia.
23. ↑  Hitchens, Christopher (2007년 1월 9일). “What Jefferson Really Thought About Islam”. 《Slate》. 2007년 1월 24일에 확인함.
24. ↑  “Writing”. March 10, 2006에 원본 문서에서 보존된 문서.
25. ↑  “Humanists Create New 'Jefferson Bible;' Deliver Copies to Obama, Congress”. 《Christian Post》. 2013년 1월 14일.
26. ↑  G. Wayne Clough (October 2011). “Secretary Clough on Jefferson's Bible”. 《Smithsonian Magazine》. 2011년 9월 30일에 원본 문서에서 보존된 문서. 2011년 11월 8일에 확인함.
27. ↑  Jefferson, Thomas (2011). 《The Jefferson Bible, Smithsonian Edition: The Life and Morals of Jesus of Nazareth》. Smithsonian Books. ISBN 978-1588343123.
28. ↑  “Thomas Jefferson's Bible – The Jefferson Bible, National Museum of American History, Smithsonian Institution”.